# Patrick Beverley
Patrick Beverley (Chicago, 12 juli 1988) is een Amerikaans basketballer.

## Carrière

### Europa
Beverley speelde collegebasketbal voor de Arkansas Razorbacks van 2006 tot 2008. In 2008 werd hij geschorst omdat hij een opdracht door iemand anders had laten maken. Hij tekende in 2008 een éénjarig contract bij het Oekraïense BK Dnipro. Na dit seizoen, met een gemiddelde van 16,7 punten en 7 rebounds, nam Beverley in 2009 deel aan de NBA draft. Hij werd in de tweede ronde als 42e overall gekozen door de Los Angeles Lakers. Hij werd diezelfde dag nog geruild naar de Miami Heat voor een geldsom en een toekomstige draftpick. In 2009 ging hij naar Europa en tekende bij het Griekse Olympiakos Piraeus waar hij ging spelen. In Griekenland won hij de Griekse basketbeker, maar Olympiakos kon zich ook kwalificeren voor de finaleronde van de EuroLeague. In deze finale ronde eindigde ze op de vierde plaats. In de zomer van 2010 tekende Beverley een contract bij Miami Heat maar dit werd op 25 oktober 2010 al ontbonden. Hij bleef hierna in Europa en tekende in januari 2011 een contract bij het Russische Spartak Sint-Petersburg. Ook het seizoen 2011/12 speelde hij voor Spartak. In de EuroCup werd Beverley gekozen tot MVP. Na dit seizoen maakte Beverley bekend dat hij, ondanks zijn lopend contract bij Spartak niet wou terug keren naar Sint-Petersburg. Spartak hield hem echter aan zijn contract dat hij enkel kon verbreken voor een overstap naar de NBA. Op 7 januari 2013 tekende hij dan toch als vrije speler bij Houston Rockets, die hem een week naar de Rio Grande Valley Vipers stuurde. Na een week werd hij al teruggeroepen naar Houston waar hij op 15 januari 2013 zijn NBA-debuut maakte.

### NBA
In zijn eerste seizoen in Houston scoorde Beverley in 41 wedstrijden gemiddeld 5,6 punten, 2,7 rebounds en 2,9 assists. In de eerste ronde van de playoffs van het seizoen 2013/14 mocht Beverley tegen Oklahoma City Thunder voor de eerste keer in de basis starten. In deze wedstrijd was Beverley goed voor 16 punten, 12 rebounds en 6 assists. In het daaropvolgende seizoen werd Beverley een vaste basisspeler, maar onder andere een handblessure hield Beverley 14 wedstrijden aan de kant. Op het einde van het seizoen 2013/14 werd hij genomineerd voor NBA All-Defensive Second Team. In juli 2015 tekende Beverley een nieuw 4-jaarscontract in Houston. Bij de Rockets speelde hij vijf seizoenen voordat hij op  28 juni 2017 samen met Sam Dekker, Montrezl Harrell, Darrun Hilliard, DeAndre Liggins, Lou Williams, Kyle Wiltjer, een geldsom en een draftpick naar de Los Angeles Clippers geruild werd voor Chris Paul . Hij speelde vier seizoenen voor de Clippers en haalde drie keer de play-offs. Op 16 augustus 2021 werd hij samen met Daniel Oturu en Rajon Rondo naar de Memphis Grizzlies geruild voor Eric Bledsoe. Negen dagen later werd hij opnieuw geruild ditmaal naar de Minnesota Timberwolves voor Jarrett Culver en Juan Hernangomez. Bij de Timberwolves speelde hij het seizoen 2021/22 en haalde hij de play-offs waarin ze verloren in de eerste ronde.
Aan het eind van het seizoen werd hij geruild naar de Utah Jazz in een ruil waarbij ook Malik Beasley, Leandro Bolmaro, Walker Kessler, Jarred Vanderbilt en vijf draftpicks geruild werden voor Rudy Gobert. Anderhalve maand later werd hij door de Jazz geruild naar de Los Angeles Lakers voor Talen Horton-Tucker en Stanley Johnson. In februari 2023 werd hij opnieuw geruild ditmaal naar de Orlando Magic verder waren in deze ruil nog Bones Hyland, Davon Reed, Thomas Bryant, Mo Bamba en meerdere draftpicks betrokken. Drie dagen later werd zijn contract door de Magic ontbonden. Nog geen week later tekende hij een contract bij de Chicago Bulls.

## Erelijst
- NBA All-Defensive First Team: 2017
- NBA All-Defensive Second Team: 2014, 2020
- NBA Hustle Award: 2017
- EuroCup MVP: 2012
- All-EuroCup First Team: 2012
- Russisch bekerwinnaar: 2011
- Russisch competitie Defensive Player of the Year: 2011
- Russisch All-Star: 2011
- Grieks bekerwinnaar: 2010
- UBL All-Star: 2009
- UBL Slam Dunk Contest: 2009

## Statistieken

### Regulier seizoen
| Seizoen  | Team                   | WG  | WS  | MPW  | 2P%  | 3P%  | FW%  | RPW | APW | SPW | BPW | PPW  |
| -------- | ---------------------- | --- | --- | ---- | ---- | ---- | ---- | --- | --- | --- | --- | ---- |
| 2012/13  | Houston Rockets        | 41  | 0   | 17,4 | 41,8 | 37,5 | 82,9 | 2,7 | 2,9 | 0,9 | 0,5 | 5,6  |
| 2013/14  | Houston Rockets        | 56  | 55  | 31,3 | 41,4 | 36,1 | 81,4 | 3,5 | 2,7 | 1,4 | 0,4 | 10,2 |
| 2014/15  | Houston Rockets        | 56  | 55  | 30,8 | 38,3 | 35,6 | 75,0 | 4,2 | 3,4 | 1,1 | 0,4 | 10,1 |
| 2015/16  | Houston Rockets        | 71  | 63  | 28,7 | 43,4 | 40,0 | 68,2 | 3,5 | 3,4 | 1,3 | 0,4 | 9,9  |
| 2016/17  | Houston Rockets        | 67  | 67  | 30,7 | 42,0 | 38,3 | 76,8 | 5,9 | 4,2 | 1,5 | 0,4 | 9,5  |
| 2017/18  | Los Angeles Clippers   | 11  | 11  | 30,4 | 40,3 | 40,0 | 82,4 | 4,1 | 2,9 | 1,7 | 0,5 | 12,2 |
| 2018/19  | Los Angeles Clippers   | 78  | 49  | 27,4 | 40,7 | 39,7 | 78,0 | 5,0 | 3,8 | 0,9 | 0,6 | 7,6  |
| 2019/20  | Los Angeles Clippers   | 51  | 50  | 26,3 | 43,1 | 38,8 | 66,0 | 5,2 | 3,6 | 1,1 | 0,5 | 7,9  |
| 2020/21  | Los Angeles Clippers   | 37  | 34  | 22,5 | 42,3 | 39,7 | 80,0 | 3,2 | 2,1 | 0,8 | 0,8 | 7,5  |
| 2021/22  | Minnesota Timberwolves | 58  | 54  | 25,4 | 40,6 | 34,3 | 72,2 | 4,1 | 4,6 | 1,2 | 0,9 | 9,2  |
| 2022/23  | Los Angeles Lakers     | 45  | 45  | 26,9 | 40,2 | 34,8 | 78,0 | 3,1 | 2,6 | 0,9 | 0,6 | 6,4  |
| 2022/23  | Chicago Bulls          | 22  | 22  | 27,5 | 39,5 | 30,9 | 53,3 | 4,9 | 3,5 | 1,0 | 0,7 | 5,8  |
| Carrière | Carrière               | 593 | 505 | 27,4 | 41,3 | 37,3 | 75,4 | 4,2 | 3,4 | 1,1 | 0,5 | 8,5  |

### Play-ins
| Seizoen  | Team                   | WG | WS | MPW  | 2P%  | 3P%  | FW%  | RPW  | APW | SPW | BPW | PPW |
| -------- | ---------------------- | -- | -- | ---- | ---- | ---- | ---- | ---- | --- | --- | --- | --- |
| 2021/22  | Minnesota Timberwolves | 1  | 1  | 32,9 | 25,0 | 20,0 | 50,0 | 11,0 | 3,0 | 1,0 | 1,0 | 7,0 |
| 2022/23  | Chicago Bulls          | 2  | 2  | 26,2 | 11,1 | 14,3 | –    | 2,5  | 2,5 | 0,5 | 0,5 | 1,5 |
| Carrière | Carrière               | 3  | 3  | 28,5 | 17,6 | 16,7 | 50,0 | 5,3  | 2,7 | 0,7 | 0,7 | 3,3 |

### Play-offs
| Seizoen  | Team                   | WG | WS | MPW  | 2P%  | 3P%  | FW%   | RPW | APW | SPW | BPW | PPW  |
| -------- | ---------------------- | -- | -- | ---- | ---- | ---- | ----- | --- | --- | --- | --- | ---- |
| 2012/13  | Houston Rockets        | 6  | 5  | 33,3 | 43,1 | 33,3 | 100,0 | 5,5 | 2,8 | 1,2 | 0,7 | 11,8 |
| 2013/14  | Houston Rockets        | 6  | 6  | 33,7 | 38,0 | 31,8 | 70,0  | 4,2 | 1,8 | 0,5 | 0,3 | 8,7  |
| 2015/16  | Houston Rockets        | 5  | 5  | 25,8 | 27,0 | 21,4 | 100,0 | 4,4 | 2,2 | 0,4 | 0,4 | 5,8  |
| 2016/17  | Houston Rockets        | 11 | 11 | 29,5 | 41,3 | 40,4 | 78,6  | 5,5 | 4,2 | 1,5 | 0,2 | 11,1 |
| 2018/19  | Los Angeles Clippers   | 6  | 6  | 32,5 | 42,6 | 43,3 | 75,0  | 8,0 | 4,7 | 1,0 | 1,0 | 9,8  |
| 2019/20  | Los Angeles Clippers   | 8  | 8  | 20,8 | 51,3 | 36,4 | 50,0  | 4,1 | 2,4 | 1,0 | 0,4 | 6,3  |
| 2020/21  | Los Angeles Clippers   | 17 | 7  | 19,0 | 42,6 | 35,1 | 85,7  | 2,4 | 1,4 | 0,7 | 0,7 | 4,9  |
| 2021/22  | Minnesota Timberwolves | 6  | 6  | 32,3 | 42,9 | 34,6 | 68,2  | 3,2 | 4,8 | 1,2 | 1,3 | 11,0 |
| Carrière | Carrière               | 65 | 54 | 26,7 | 41,4 | 36,1 | 77,6  | 4,3 | 2,6 | 0,9 | 0,6 | 8,2  |